# Ibn Bajja (cráter)
Ibn Bajja es un pequeño cráter de impacto ubicado a unos 199 km del Polo Sur de la Luna. La cresta al norte de Ibn Bajja es parte del borde elevado que rodea el área deprimida que rodea al cráter Cabeus. Los vecinos más cercanos del cráter son Kocher al oeste-noroeste; Ashbrook en el noroeste; Drigalski al norte; el cráter Cabeus en el este; Haworth en el sureste y el  de Gerlache en el sur.
|  |

El cráter circular tiene forma de copa. En el norte y este del cráter se localiza una cresta, que es parte del borde del cráter Cabeus, con una altura sobre el terreno circundante de 450 m. El volumen del cráter es de aproximadamente 70 km³.
Este cráter sin denominación previa fue nombrado junto con otros 18 en 2009 por la Unión Astronómica Internacional, en memoria de Avempace (hacia 1095-1138), un astrónomo y filósofo hispano-árabe.

## Referencias

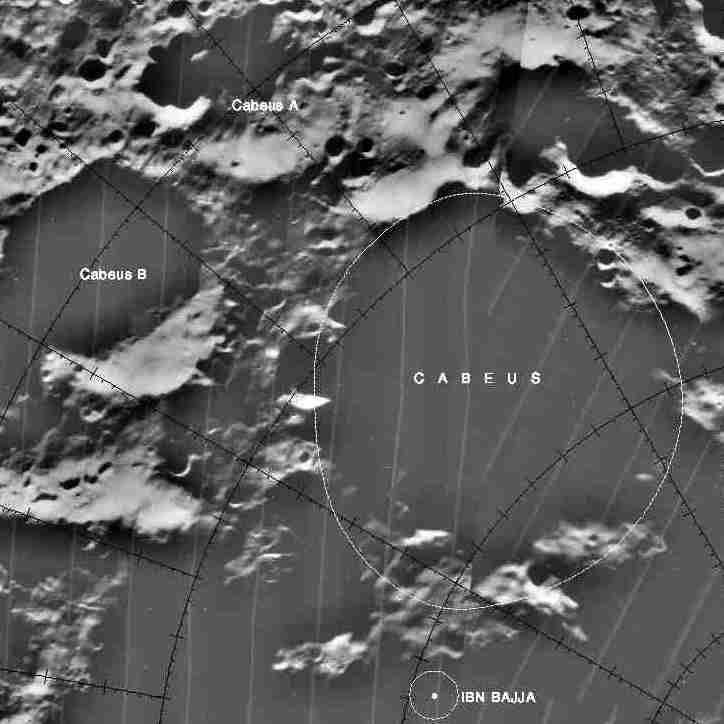
Entorno de Ibn Bajja (centro del borde inferior de la imagen).